# Realme Europe
realme Europe ist ein Zweig des chinesischen Smartphone-Herstellers realme, der im Mai 2018 gegründet wurde. Der Hauptsitz ist in Shenzhen, China. Geschäftsführer ist Sky Li. realme ist Teil des chinesischen BBK-Electronics-Konzerns. Beginnend 2019 hat realme Europe verschiedene Smartphones für den europäischen Markt angekündigt und veröffentlicht.
Zum offiziellen Marktstart in Deutschland im Jahre 2020 wurden die Modelle realme 6, 6 Pro und C3 veröffentlicht. Die Geräte basieren auf auch in Fernost erhältlichen realme-Modellen, werden aber für den europäischen Markt angepasst (CE-Kennzeichnung, Sprachunterstützung und Mobilfunkfrequenzen) und tragen abweichende Bezeichnungen. Im dritten Quartal 2020 konnte realme ein Wachstum von 132 % im Vergleich zum Vorquartal verzeichnen. Darüber hinaus ist Realme die am schnellsten wachsenden Smartphone-Marke weltweit.

## Produkte
| Bezeichnung       | Verkaufsstart         | Display Typ  | Display Größe | Display Auflösung | SoC                 | RAM                     | Speicher                            | Hauptkamera        | Akku     | Gewicht | Betriebssystem            |
| ----------------- | --------------------- | ------------ | ------------- | ----------------- | ------------------- | ----------------------- | ----------------------------------- | ------------------ | -------- | ------- | ------------------------- |
| realme 5          | 2019                  | IPS          | 6.5"          | HD+ 1600 × 760    | Snapdragon 665      | 4 GB                    | 128 GB                              | 12 MP              | 5000 mAh | 198 g   | ColorOS 6.0.1 Android 9   |
| realme 3 pro      | 2019                  | IPS          | 6.3"          | FHD+ 2340 × 1080  | Snapdragon 710      | 4 GB/6 GB               | 64 GB/128 GB                        | 16 MP Sony IMX 519 | 4045 mAh | 172 g   | realme UI V1.0 Android 10 |
| realme 5 pro      | 2019                  | IPS          | 6.3"          | FHD+ 2340 × 1080  | Snapdragon 712      | 4 GB/8 GB LPDDR4x       | 128 GB UFS 2.1                      | 48 MP Sony IMX 586 | 4035 mAh | 184 g   | realme UI 1.0 Android 9   |
| realme X2         | 2019                  | OLED         | 6.4"          | FHD+ 2340 × 1080  | Snapdragon 730G     | 6 GB/8 GB LPDDR4x       | 64 GB/128 GB UFS 2.1                | 64 MP Samsung GW1  | 4000 mAh | 182 g   | realme UI 1.0 Android 10  |
| realme X2 pro     | 2019                  | OLED         | 6.5"          | FHD+ 2400 × 1080  | Snapdragon 855+     | 6 GB/8 GB/12 GB LPDDR4x | 64 GB UFS 2.1 128 GB/256 GB UFS 3.0 | 64 MP Samsung GW1  | 4000 mAh | 199 g   | realme UI 1.0 Android 10  |
| realme XT         | 2019                  | AMOLED       | 6,4"          | FHD+ 2340 × 1080  | Snapdragon 712      | 6 GB/8 GB               | 64 GB UFS 2.1/128 GB UFS 2.1        | 64 MP Samsung GW1  | 4000 mAh | 183 g   | ColorOS 6 Android 9       |
| realme 5i         | 2019                  | IPS          | 6,5"          | HD+ 1600 * 720    | Snapdragon 665      | 4 GB                    | 128 GB                              | 12 MP              | 5000 mAh | 195 g   | Color OS 6.1 Android 9    |
| realme X50 Pro 5G | 2020                  | Super AMOLED | 6,44"         | FHD+ 2400 * 1080  | Snapdragon 865 5G   | 6 GB/8 GB/12 GB LPDDR5  | 128 GB/256 GB UFS 3.0               | 64 MP              | 4200 mAh | 205 g   | realme UI Android 10      |
| realme 6          | 2020                  | IPS          | 6,5"          | FHD+ 2400 * 1080  | MediaTek Helio G90T | 4 GB/6 GB/8 GB LPDDR4x  | 64 GB/128 GB UFS 2.1                | 64 MP              | 4300 mAh | 191 g   | realme UI Android 10      |
| realme C3         | 2020                  | IPS          | 6,5"          | HD+ 1600 * 720    | Helio G70           | 2 GB/3 GB/4 GB          | 32 GB/64 GB                         | 12 MP              | 5000 mAh | 195 g   | realme UI 1 Android 10    |
| realme 6 Pro      | 2020                  | IPS          | 6,6"          | FHD+ 2400 * 1080  | Snapdragon 720G     | 8 GB                    | 128 GB                              | 64 MP              | 4300 mAh | 202 g   | realme UI 1 Android 10    |
| realme 6i         | 2020                  | IPS          | 6,5"          | HD+ 1600 * 720    | Helio G80           | 4 GB                    | 128 GB                              | 48 MP              | 5000 mAh | 199 g   | realme UI 1 Android 10    |
| realme 6S         | 2020                  | IPS          | 6,5"          | FHD+ 2400 * 1080  | Helio G90T          | 4 GB                    | 64 GB                               | 48 MP              | 4300 mAh | 191 g   | realme UI 1 Android 10    |
| realme C11        | 2020                  | IPS          | 6,5"          | HD+ 1600 * 720    | Helio G35           | 2 GB                    | 32 GB                               | 13 MP              | 5000 mAh | 196 g   | realme UI 1 Android 10    |
| realme 7          | 2020                  | IPS          | 6,5"          | FHD+ 2400 * 1080  | Helio G95           | 4 GB/6 GB               | 64 GB/64 GB                         | 48 MP              | 5000 mAh | 196,5 g | realme UI 1 Android 10    |
| realme 7 Pro      | 2020                  | Super AMOLED | 6,4"          | FHD+ 2400 * 1080  | Snapdragon 720G     | 8 GB                    | 128 GB                              | 64 MP              | 4500 mAh | 182 g   | realme UI 1 Android 10    |
| realme 7 5G       | 2020                  | IPS          | 6,5"          | FHD+ 2400 * 1080  | Dimensity 800U 5G   | 6 GB                    | 128 GB                              | 48 MP              | 5000 mAh | 195 g   | realme UI 1 Android 10    |
| realme 7i         | 2020: Europa 2021: DE | IPS          | 6,5"          | HD+ 1600 * 720    | Helio G85           | 4 GB                    | 64 GB                               | 48 MP              | 6000 mAh | 208 g   | realme UI 1 Android 10    |
| realme GT2 Pro    | 2022: Europa          | Amoled       | 6.7"          | WQHD+ 1440 * 3216 | Snapdragon 8 Gen1   | 8 GB/12 GB              | 128 GB/256 GB                       | 50 MP              | 5000 mAh | 189 g   | realme UI 3.0 Android 12  |
| realme GT3        | 2023                  | Amoled       | 6.74"         | 1240 * 2772       | Snapdragon 8+ Gen 1 | 8 GB/12 GB/16 GB        | 128 GB/256 GB/512 GB/1 TB           | 50 MP Sony IMX890  | 4600 mAh | 199 g   | realme UI 4.0 Android 13  |